# 20th Century Women
Pour plus de détails, voir Fiche technique et Distribution.
20th Century Women, ou Les Femmes du 20e siècle au Québec, est une comédie dramatique américaine, produite et réalisée par Mike Mills, sortie en 2016.

## Synopsis
Santa Barbara, été 1979. L’époque est marquée par la contestation libertaire et d’importants changements culturels. Dorothea Fields (Annette Bening), la cinquantaine, élève seule son fils Jamie. Elle décide de faire appel à deux jeunes femmes pour que le garçon, aujourd’hui adolescent, s’ouvre à d’autres regards sur le monde : Abbie (Greta Gerwig), artiste punk à l’esprit frondeur qui habite chez Dorothea, et sa voisine Julie (Elle Fanning), 17 ans, aussi futée qu’insoumise…

## Fiche technique
Sauf indication contraire, les informations mentionnées dans cette section peuvent être confirmées par la base de données cinématographiques IMDb,  présente dans la section « Liens externes ».
- Titre : 20th Century Women
- Titre français québécois : Les Femmes du 20e siècle
- Réalisation : Mike Mills
- Scénario : Mike Mills
- Casting : Mark Bennett, Laura Rosenthal
- Décors : Neil Wyzanowski
- Costumes : Jennifer Johnson
- Photographie : Sean Porter
- Montage : Leslie Jones
- Musique : Roger Neill
- Production : Anne Carey, Megan Ellison, Youree Henley
- Sociétés de production : Annapurna Pictures, Archer Gray, Modern People
- Sociétés de distribution : A24, Mars Distribution
- Société d'effets spéciaux : A52
- Budget de production : 7 000 000 $
- Pays d'origine :  États-Unis
- Langue : Anglais
- Format : Couleurs / Noir et blanc - 2,00:1 - Dolby Digital - 35 mm
- Genre : Comédie dramatique
- Durée : 119 minutes
- Dates de sorties en salles :
  - France : 1er mars 2017
  - États-Unis : 20 janvier 2017

## Distribution
- Annette Bening (VQ : Marie-Andrée Corneille) : Dorothea Fields
- Elle Fanning : Julie
- Greta Gerwig (VQ : Kim Jalabert) : Abbie
- Billy Crudup (VQ : François Godin): William
- Lucas Jade Zumann (VQ : Alexandre Bacon) : Jamie
- Alison Elliott : la mère de Julie
- Thea Gill : la mère d'Abbie
- Alia Shawkat : Trish
- John Billingsley : le gynécologue d'Abbie
- Gareth Williams : le chef des pompiers
- Laura Wiggins : Lynette Winters
- Curran Walters : Matt

 Source et légende : version québécoise (VQ) sur Doublage.qc.ca

## Commentaires
Mike Mills s'est inspiré de sa propre mère pour écrire ce film.
La tonalité et les propos de 20th Century Women lui valent d'être régulièrement qualifié de film féministe,,,.

## Distinctions
| Date             | Distinction                                    | Catégorie                                             | Nom                           | Résultat   |
| ---------------- | ---------------------------------------------- | ----------------------------------------------------- | ----------------------------- | ---------- |
| 28 novembre 2016 | Gotham Independent Film Awards                 | Meilleure actrice                                     | Annette Bening                | Nomination |
| 5 décembre 2016  | Washington DC Area Film Critics Association    | Meilleure actrice                                     | Annette Bening                | Nomination |
| 5 décembre 2016  | Washington DC Area Film Critics Association    | Meilleure actrice dans un second rôle                 | Greta Gerwig                  | Nomination |
| 5 décembre 2016  | Washington DC Area Film Critics Association    | Meilleure distribution                                | 20th Century Women            | Nomination |
| 11 décembre 2016 | Critics' Choice Movie Awards                   | Meilleure actrice                                     | Annette Bening                | Nomination |
| 11 décembre 2016 | Critics' Choice Movie Awards                   | Meilleure actrice dans un second rôle                 | Greta Gerwig                  | Nomination |
| 12 décembre 2016 | San Diego Film Critics Society                 | Meilleure actrice                                     | Annette Bening                | Nomination |
| 12 décembre 2016 | San Diego Film Critics Society                 | Meilleure actrice dans un second rôle                 | Greta Gerwig                  | Nomination |
| 12 décembre 2016 | San Diego Film Critics Society                 | Meilleure distribution                                | 20th Century Women            | Nomination |
| 13 décembre 2016 | Dallas-Fort Worth Film Critics Association     | Meilleure actrice dans un second rôle                 | Greta Gerwig                  | 4e place   |
| 13 décembre 2016 | Dallas-Fort Worth Film Critics Association     | Meilleure actrice                                     | Annette Bening                | 5e place   |
| 13 décembre 2016 | Dallas-Fort Worth Film Critics Association     | Meilleur film                                         | 20th Century Women            | 8e place   |
| 18 décembre 2016 | St. Louis Film Critics Association             | Meilleure actrice dans un second rôle                 | Greta Gerwig                  | Nomination |
| 19 décembre 2016 | Detroit Film Critics Society                   | Meilleure actrice dans un second rôle                 | Greta Gerwig                  | Lauréat    |
| 19 décembre 2016 | Detroit Film Critics Society                   | Meilleure distribution                                | 20th Century Women            | Lauréat    |
| 19 décembre 2016 | Detroit Film Critics Society                   | Meilleure actrice                                     | Annette Bening                | Nomination |
| 19 décembre 2016 | Detroit Film Critics Society                   | Meilleure actrice dans un second rôle                 | Elle Fanning                  | Nomination |
| 19 décembre 2016 | Indiewire                                      | Meilleure actrice dans un second rôle                 | Greta Gerwig                  | 6e place   |
| 19 décembre 2016 | Indiewire                                      | Meilleure actrice                                     | Annette Bening                | 9e place   |
| 19 décembre 2016 | Women Film Critics Circle                      | Meilleur film à propos des femmes                     | 20th Century Women            | Nomination |
| 19 décembre 2016 | Women Film Critics Circle                      | Meilleure distribution féminine                       | 20th Century Women            | Nomination |
| 19 décembre 2016 | Women Film Critics Circle                      | Prix Lifetime Achievement Award                       | Annette Bening                | Nomination |
| 21 décembre 2016 | Alliance of Women Film Journalists             | Meilleure actrice défiant âge et âgisme               | Annette Bening                | Lauréat    |
| 21 décembre 2016 | Alliance of Women Film Journalists             | Meilleure actrice dans un second rôle                 | Greta Gerwig                  | Nomination |
| 21 décembre 2016 | Alliance of Women Film Journalists             | Meilleure distribution                                | Mark Bennett, Laura Rosenthal | Nomination |
| 21 décembre 2016 | Alliance of Women Film Journalists             | Meilleur scénario                                     | Mike Mills                    | Nomination |
| 23 décembre 2016 | Florida Film Critics Circle                    | Meilleure actrice                                     | Annette Bening                | Nomination |
| 23 décembre 2016 | Florida Film Critics Circle                    | Meilleure actrice dans un second rôle                 | Greta Gerwig                  | Nomination |
| 23 décembre 2016 | Florida Film Critics Circle                    | Meilleure distribution                                | 20th Century Women            | Nomination |
| 23 décembre 2016 | Florida Film Critics Circle                    | Meilleur scénario                                     | Mike Mills                    | Nomination |
| 28 décembre 2016 | Austin Film Critics Association                | Meilleure actrice                                     | Annette Bening                | Nomination |
| 28 décembre 2016 | Austin Film Critics Association                | Meilleure actrice dans un second rôle                 | Greta Gerwig                  | Nomination |
| 28 décembre 2016 | Austin Film Critics Association                | Meilleur scénario original                            | Mike Mills                    | Nomination |
| 2 janvier 2017   | Festival international du film de Palm Springs | Prix d'excellence professionnelle                     | Annette Bening                | Lauréat    |
| 6 janvier 2017   | Houston Film Critics Society                   | Meilleure actrice dans un second rôle                 | Greta Gerwig                  | Nomination |
| 7 janvier 2017   | National Society of Film Critics               | Meilleure actrice                                     | Annette Bening                | 2e place   |
| 8 janvier 2017   | Golden Globes                                  | Meilleur film musical ou comédie                      | 20th Century Women            | Nomination |
| 8 janvier 2017   | Golden Globes                                  | Meilleure actrice dans un film musical ou une comédie | Annette Bening                | Nomination |
| 22 janvier 2017  | London Film Critics Circle                     | Meilleure actrice dans un second rôle                 | Greta Gerwig                  | Nomination |
| 6 février 2017   | AARP Annual Movies for Grownups Awards         | Meilleure actrice                                     | Annette Bening                | Lauréat    |
| 6 février 2017   | AARP Annual Movies for Grownups Awards         | Meilleur film intergénérationnel                      | 20th Century Women            | Lauréat    |
| 19 février 2017  | Satellite Awards                               | Meilleure actrice                                     | Annette Bening                | Nomination |
| 25 février 2017  | Film Independent's Spirit Awards               | Meilleure actrice                                     | Annette Bening                | Nomination |
| 25 février 2017  | Film Independent's Spirit Awards               | Meilleur scénario                                     | Mike Mills                    | Nomination |
| 26 février 2017  | Dorian Awards                                  | Film de l'année                                       | 20th Century Women            | Nomination |
| 26 février 2017  | Dorian Awards                                  | Performance de l'année - meilleure actrice            | Annette Bening                | Nomination |
| 26 février 2017  | Dorian Awards                                  | Scénario de l'année                                   | Mike Mills                    | Nomination |
| 26 février 2017  | Oscars du cinéma                               | Meilleur scénario original                            | Mike Mills                    | Nomination |